# Bob Gerard
Frederick Robert "Bob" Gerard, född 19 januari 1914 i Leicester, död 26 januari 1990 i Leicester, var en brittisk racerförare.

## Racingkarriär
Gerard var en verkstadägare som började tävla i racing i en Riley 1933 men blev inte känd förrän strax efter andra världskriget då han körde ett sextiotal lopp i huvudsak för sitt privata stall med bilar från ERA och Cooper-Bristol. 
Han vann Ulster Trophy 1947 och British Empire Trophy 1947, 1949 och 1950. Han vann också Jersey Road Race 1948 och 1949 samt Joe Fry Memorial Trophy 1953. Gerard vann sedan Curtis Trophy för Bob Sorenson 1953 och Daily Record Trophy för Stirling Moss 1955. Han kom på pallen i ytterligare 15 lopp, bland annat slutade han tvåa i Storbritanniens Grand Prix 1949.
Gerard var en förarna i formel 1-VM-premiären i Storbritannien 1950 och deltog där i ytterligare fem lopp, sista gången 1957. Han bästa resultat i F1 blev tre sjätteplatser. 
Gerard fortsatte dock tävla utanför mästerskapet till 1961 och behöll sitt stall Bob Gerard Racing till 1965.

## F1-karriär
| Säsong | Stall/Tillverkare           | Poäng | Placering |
| ------ | --------------------------- | ----- | --------- |
| 1950   | Bob Gerard (ERA)            | 0     | –         |
| 1951   | Bob Gerard (ERA)            | 0     | –         |
| 1953   | Bob Gerard (Cooper-Bristol) | 0     | –         |
| 1954   | Bob Gerard (Cooper-Bristol) | 0     | –         |
| 1956   | Bob Gerard (Cooper-Bristol) | 0     | –         |
| 1957   | Bob Gerard (Cooper-Bristol) | 0     | –         |